# ドン・キホーテ (小惑星)
ドン・キホーテ (3552 Don Quixote) は、アモール群の彗星・小惑星遷移天体。同群の名前がついている小惑星の中で最も離心率が大きく、遠日点は木星より遠くにある。
パウル・ヴィルトがツィンマーヴァルト天文台で発見した。ミゲル・デ・セルバンテスの小説『ドン・キホーテ』、またはその主人公に因んで名付けられた。
2009年8月に撮影された画像で、ドン・キホーテの明るさが予測よりも明るくなっている事が北アリゾナ大学の Michael Mommert によって示された。しかし画像の解像度が悪かったためしばらく調査されなかったが、2013年になって二酸化炭素や水の兆候が発見され、彗星としての活動を示すコマや尾も発見された。実に発見から30年たって彗星・小惑星遷移天体である事が判明した。